# François-Wolff Ligondé
François-Wolff Ligondé (Les Cayes, 17 de janeiro de 1928 - 8 de abril de 2013) foi um arcebispo católico romano haitiano de Porto Príncipe.

## Biografia
François-Wolff Ligondé era filho de Einard Ligondé e Ilia Jean-Baptiste. Recebeu a educação primária na escola Frère Odile Joseph de sua cidade natal, dirigida pelos Irmãos da Instrução Cristã (FIC). Para os estudos clássicos, frequentou o Collège Saint Martial antes de ingressar na École Apostolic Notre-Dame como seminarista menor. Concluídos os estudos teológicos, foi ordenado sacerdote em 11 de julho de 1954 por Dom Rémy Augustin, o primeiro bispo haitiano. Imediatamente depois partiu para França onde, após dois anos de estudos na Universidade de Angers (1954-1956), obteve a licenciatura em teologia.
Retornando ao Haiti em 1956, foi nomeado professor do colégio Saint-Louis de Jérémie, até 1964. Nesse mesmo ano, formou-se em direito civil na Faculdade de Direito de Jérémie. Em setembro de 1964, se mudou para Friburgo, Suíça, onde cursou o doutorado em teologia.
Papa Paulo VI nomeou-o Arcebispo de Porto Príncipe em 20 de agosto de 1966. O Secretário para as Tarefas Extraordinárias da Igreja, Antonio Samorè, conferiu-lhe a ordenação episcopal em 28 de outubro do mesmo ano, na Catedral de Porto Príncipe; os co-consagradores foram Albert-François Cousineau CSC, Arcebispo ad personam e Bispo de Cap-Haïtien, e Rémy Augustin SMM, Bispo Coadjutor de Port-de-Paix.
Ligondé era um aliado próximo do presidente Jean-Claude Duvalier e tio de sua esposa Michèle Bennett. Ele presidiu seu "casamento opulento na catedral" em 1980, que foi transmitido ao vivo para a nação. Em janeiro de 1991, o arcebispo era crítico do presidente eleito Jean-Bertrand Aristide, acusando-o de promover uma ditadura bolchevique; durante uma tentativa de golpe contra Aristide, multidões atacaram a Catedral de Porto Príncipe e a residência do prelado foi saqueada e queimada até o chão. Ligondé precisou fugir e se esconder, bem como outros líderes da igreja.
O Papa Bento XVI aceitou a renúncia do Arcebispo Ligondé em 1 de março de 2008.
Ligondé, que sofria de diabetes, foi submetido a uma cirurgia cardíaca um pouco antes de falecer.